# Zhao Li-ying
Zhao Li-ying (En chino: 赵丽颖), también conocida como Zanilia Zhao, es una actriz china conocida por sus papeles en obras tan populares como Legend of Lu Zhen (2013), Boss & Me (2014), The Journey of Flower (2015, The Mystic Nine (2016), Noble Aspirations (2016), Princess Agents (2017) y Duckweed (2017). Actualmente es una de las actrices mejor pagadas en la televisión china.

## Biografía
Zhao Liying nació el 16 de octubre de 1987 en Langfang, Hebei. 
Se graduó de la escuela de Ingeniería e Información Electrónica De Langfang, una escuela de formación profesional secundaria.
En 2013 comenzó a salir con el actor Chen Xiao, sin embargo la relación finalizó.
En 2018 comenzó a salir con el actor Feng Shaofeng y el 16 de octubre del mismo año contrajeron matrimonio. A finales de diciembre de ese mismo año la pareja anunció que estaban esperando a su primer bebé. En febrero de 2019 se anunció que la pareja le había dado la bienvenida a su primer hijo, a quien le dicen "Xiangxiang" (想想). El 22 de abril de 2021 la anunciaron a través de sus respectivas agencias que se habían divorciado.

## Carrera

### 2006-2012ː Principios y reconocimiento
En 2006, Zhao Liying participó y ganó el Juego de Búsqueda de Estrellas de Yahoo. Entonces firmó con Huayi Brothers, como un nuevo talento, y al año siguiente debutó en la obra familiar Golden Marriage. 
En 2009 participó en su primera obra histórica, The Firmament of The Pleiades. La serie fue retransmitida en el canal japonés NHK y ganó aclamación crítica, proporcionándole el galardón a la Actriz Más Popular en los premios para Vídeos Cortos Creativos de China.
Zhao Liying comenzó a obtener reconocimiento en China tras protagonizar en The Dreams of Red Mansions (2010), basada en la novela homónima de Cao Xueqin. Pero fue su actuación como la Princesa Qing'er en New My Fair Princess (2011) la que la ayudó a ser más conocida.

### 2013-2014ː Éxito
Zhao Liying ganó éxito con el drama histórico, Legend of Lu Zhen, donde actuó como una chica quien trabajó duro para convertirse en la primera mujer ministro de China. El drama obtuvo uno de los índices de audiencia más altos de es año. Derechos de retransmisión fueron vendidos a Japón, Malasia, y Corea del Sur. Zhao Liying ganó varios premios como Nueva Artista Favorita por su actuación en esta obra.
Después protagonizó como villana en la película, Palaceː Lock Sinesis, la cuarta y final adaptación de la serie Gong por Yu Zheng. 
Zhao Liying continuó actuando en varias obras como The Legend of Chasing Fish, Cuo Dian Yuan Yang, y Wife's Secret. Pero fue el drama, Boss & Me, basado en una novela de GuMan, el cual solidificó su éxito. La obra no solo fue un éxito en China, sino también en el resto de Asia. Sus derechos de retransmisión fueron vendidos a países como Rusia, América, y Japón entre otros.
Gracias a esto dramas muy exitosos, Zhao Liying obtuvo nuevo niveles de popularidad. Esto le ayudó a ser coronada como la "Diosa de Águila Dorada" en el festival de Arte y Televisión China del 2014.

### 2015-2016ː Establecimiento de popularidad y aclamación crítica
En 2015, Zhao Liying protagonizó el drama de fantasía wuxia The Journey of Flower. La obra obtuvo un éxito enorme en China, siendo la primera obra china en superar los 20 mil millones de reproducciones en internet. El éxito de esta obra llevó la carrera de Zhao Liying a un nivel más alto. Después actuó en el drama moderno, Best Get Going, el cual fue moderadamente exitoso. Su siguiente protagónico fue otro wuxia, Legend of Zu Mountain, donde actuó junto a William Chan.
Zhao Liying en ese mismo año, fue invitada a participar en la serie The Mystic Nine, su segunda cooperación con William Chan. La serie fue un éxito, y fue vista más de 11 miles de millones de veces. Zhao Liying ganó el premio de Mejor Actriz en los 3rd Hengdian Wenrong Premios por su actuación. Después se unió al elenco de Noble Aspirations junto al artista popular Li Yifeng. Noble Aspirations fue basada en la novela popular, Zhu Xian, escrita por Xiao Ding. La obra recibió críticas positivas y superó los 25 miles de millones de visionados, rompiendo el récord anterior. A finales del año, Zhao Liying protagonizó su primera obra de guerra, Rookie Agent Rouge.
En diciembre de 2016, VLinkage reportó que las obras combinadas de Zhao Liying habían sido vistas más de 110 miles de millones de veces, el doble de otras actrices populares del momento.

### 2016ː Entrada a la pantalla grande
A principios de 2016, Zhao Liying participó en la comedia Royal Treasure, la cual fue protagonizada por el reparto de Go Fighting, una programa muy popular en China. También protagonizó la comedia romántica, The Rise of a Tomboy, y la película de nostalgia, Days of Our Own. Ese mismo año, Zhao Liying fue anunciada como protagonista junto a Aaron Kwok en la película New Eternal Wave, basada en una operación llevada a cabo en Shanghái por agentes secretos del Partido Comunista (PCC) durante la invasión japonesa de los años 1930.
En 2017, Zhao Liying  protagonizó la película de Han Han Duckweed junto a Deng Chao y Eddie Peng, que acabó siendo un éxito tanto comercial como crítico. Zhao Liying también rodó la película The Monkey King 3, donde interpreta a la Reina del País de las Mujeres.
Su obra Princess Agents o princesa valiente la leyenda de Chu Qiao (2017) acabaría siendo un gran éxito comercial en donde dio vida a Chu Qiao, obteniendo más de 45 miles millones de vistas y rompiendo el récord anterior. La edición china de Forbes la nombró una de las treinta personas más influyentes menores de 30 años en todo el país de China, también fue nombrada la cuarta celebridad que generó más dinero en el año 2017.
El 25 de diciembre del 2018 se unió al elenco principal de la serie The Story of Minglan donde dio vida a Sheng Minglan.
En septiembre del 2019 se anunció que se había unido al elenco de la próxima serie del director Zheng Xiaolong.
Ese mismo mes se anunció que se había unido al elenco principal de la serie Legend of Fei donde dará vida a Zhou Fei.
Ese mismo año se unirá al elenco principal de la serie Light on Series: Who is the Murderer (también conocida como "Who is Murderer").
El año 2022 se une al elenco de The Story of Xing Fu también como Wild Bloom y The Generation.
El 2023 se encuentra con el actor Lin Gengxin donde juntos rodaran The Legend of Shen Li.

## Otras actividades
En 2016, Zhao Liying fue nombrada Embajadora de Turismo de Hebei, y ese mismo año se convirtió en vicepresidenta de Yi Xia Tecnología.
En 2017, Zhao Liying fue nombrada embajadora en China de Dior. Zhao Liying ha recibido dos estatuas de cera en los museos que Madame Tussaud tiene en Beijing y Shanghái.

## Filmografía

### Películas
| Año  | Título                         | Título en chino        | Personaje                | Notas |
| ---- | ------------------------------ | ---------------------- | ------------------------ | ----- |
| 2007 | Mudan Pavilion                 | 《镖行天下之牡丹阁》   | Xiao Hong                |       |
| 2008 | Ten Warriors in Mashi Mountain | 《马石山十勇士》       | Ying Zi                  |       |
| 2008 | Love Killed Nine River Hall    | 《爱杀九河堂》         | You Lan                  |       |
| 2013 | Palace: Lock Sinensis          | 《宫锁沉香》           | Liu Li                   |       |
| 2015 | Crazy New Year’s Eve           | 《一路惊喜》           | Li Nana                  |       |
| 2016 | Royal Treasure                 | 《极限挑战之皇家宝藏》 | Princess Baihua          |       |
| 2016 | The Rise of a Tomboy           | 《女汉子完美恋人》     | He Xiuwu                 |       |
| 2016 | Days of Our Own                | 《我们的十年》         | Zhang Jingyi             |       |
| 2017 | Duckweed                       | 《乘风破浪》           | Meng Tianai              |       |
| 2017 | Eternal Wave                   | 《新永不消逝的电波》   | He Lanfang               |       |
| 2018 | The Monkey King 3              | 《西遊記之女兒國》     | Ruler of Women's Country |       |

### Televisión
| Año         | Título                               | Título en chino              | Personaje              | Notas                          |
| ----------- | ------------------------------------ | ---------------------------- | ---------------------- | ------------------------------ |
| 2006        | Century Endless Love                 | 《世纪不了情》               | Lin Shanshan           | No fue transmitida             |
| 2007        | Nanyue King                          | 《南越王》                   | Empress                | No fue transmitida             |
| 2007        | Golden Marriage                      | 《金婚》                     | Tong Duoduo            |                                |
| 2008        | Spring Goes, Spring Comes            | 《春去春又回》               | Ren Jie'er             |                                |
| 2009        | Four Women Conflict                  | 《锁清秋》                   | Wen Yan                |                                |
| 2009        | The Firmament of The Pleiades        | 《苍穹之昴》                 | Ling'er                |                                |
| 2009        | A Husband and Wife                   | 《夫妻一场》                 | Yingzi                 |                                |
| 2010        | Qiao Luo Gang                        | 《锣鼓巷》                   | Li Qiuping (young)     |                                |
| 2010        | The Girl in Blue                     | 《佳期如梦》                 | An An                  |                                |
| 2010        | The Dream of Red Mansions            | 《新红楼梦》                 | Xing Xiuyan            |                                |
| 2010        | The Amateur Imperial Bodyguard       | 《大内低手》                 | Chen Xin'er            |                                |
| 2011        | Goddess of Mercy                     | 《新玉观音》                 | A Jing                 |                                |
| 2011        | New My Fair Princess                 | 《新还珠格格》               | Princess Qing'er       |                                |
| 2011        | Xia Yan's Autumn                     | 《夏妍的秋天》               | Tang Xiaoran           |                                |
| 2012        | Best Quality Men and Women           | 《极品男女日记》             | Chu Yang               | No fue transmitida             |
| 2012        | Palace II                            | 《宫锁珠帘》                 | Tunggiya Baihe         | Actriz Invitada                |
| 2012        | Cuo Dian Yuan Yang                   | 《错点鸳鸯》                 | Su Huan'er/ Yang Yiliu |                                |
| 2013        | Legend of Lu Zhen                    | 《陆贞传奇》                 | Lu Zhen                |                                |
| 2013        | The Legend of Chasing Fish           | 《追鱼传奇》                 | Hong Ling              |                                |
| 2014        | Wife's Secret                        | 《妻子的秘密》               | Jiang Baihe            |                                |
| 2014        | Boss & Me                            | 《杉杉来了》                 | Xue Shanshan           |                                |
| 2014        | The Romance of the Condor Heroes     | 《神雕侠侣》                 | Mu Nianci              | Actriz Invitada                |
| 2015        | The Journey of Flower                | 《花千骨》                   | Hua Qiangu             |                                |
| 2015        | Best Get Going                       | 《加油吧实习生》             | Song Nuan              |                                |
| 2015        | Love Yunge from the Desert           | 《大汉情缘之云中歌》         | Bai He                 | Actriz Invitada                |
| 2015        | Legend of Zu Mountain                | 《蜀山战纪之剑侠传奇》       | Yu Wuxin               |                                |
| 2016        | Lucky Tianbao                        | 《吉祥天宝》                 | Yang Ruonan            |                                |
| 2016        | The Mystic Nine                      | 《老九门》                   | Yin Xinyue             |                                |
| 2016        | Noble Aspirations                    | 《青云志》                   | Bi Yao                 |                                |
| 2016        | Rookie Agent Rouge                   | 《胭脂》                     | Lan Yanzhi             |                                |
| 2016        | Happy Mitan                          | 《欢喜密探》                 | Bao Bei'er             | Actriz Invitada                |
| 2016 - 2017 | Noble Aspirations 2                  | 《青云志2》                  | Bi Yao                 |                                |
| 2017        | Princess Agents                      | 《特工皇妃楚乔传》           | Chu Qiao               |                                |
| 2018        | The Story of Minglan                 | 《知否？知否？应是绿肥红瘦》 | Sheng Minglan          | [ 55 ]                         |
| 2018        | Our Glamorous Time                   | 《你和我的倾城时光》         | Lin Qian               |                                |
| 2021-       | The Story of Xing Fu                 |                              | Xing Fu                | [ 56 ]                         |
| 2021-       | Legend of Fei                        | 有翡                         | Zhou Fei               | [ 57 ]                         |
| 2021-       | Happy Man Family                     | 幸福到万家                   | -                      | [ 58 ]                         |
| 2021-       | Light on Series: Who is the Murderer |                              | Shen Yu                |                                |
| 2021        | Faith Makes Great                    |                              | Lei Jinyu              | historia: "Xi Wang De Tian Ye" |
| 2022        | Wild Bloom                           |                              |                        | [ 59 ]                         |

### Programas de Variedades
| Año  | Programa             | Título en chino | Fecha de Trasmisión  | Notas                                       |
| ---- | -------------------- | --------------- | -------------------- | ------------------------------------------- |
| 2013 | Happy Camp           | 快乐大本营      | 05-11-13             | con el elenco de Legend of Lu Zhen          |
| 2013 | Happy Camp           | 快乐大本营      | 07-27-13             | con el elenco de The Legend of Chasing Fish |
| 2013 | Happy Camp           | 快乐大本营      | 08-17-13             | con el elenco de Palace: Lock Sinensis      |
| 2014 | Happy Camp           | 快乐大本营      | 03-22-14             | con el elenco de Wife's Secret              |
| 2014 | Hurry Up, Brother    | 奔跑吧兄弟      | 12-26-14             | Invitada                                    |
| 2015 | Up Idol              | 偶像来了        | La primera temporada | Miembro fija                                |
| 2015 | Happy Camp           | 快乐大本营      | 06-27-15             | con el elenco de The Journey of Flower      |
| 2015 | Chef Nic             | 十二道鋒味      | 09-19-15             | Invitada                                    |
| 2015 | Happy Camp           | 快乐大本营      | 10-03-15             | con el elenco de Legend of Zu Mountain      |
| 2016 | Happy Camp           | 快乐大本营      | 01-09-16             | con el elenco de Legend of Zu Mountain      |
| 2016 | Happy Camp           | 快乐大本营      | 02-13-16             | con el elenco de The Journey of Flower      |
| 2016 | Happy Camp           | 快乐大本营      | 07-30-16             | con el elenco de The Mystic Nine            |
| 2016 | The Jin Xing Show    | 金星秀          | 10-12-16             | Invitada                                    |
| 2017 | Happy Life           | 向往的生活      | 4-09-17 & 04-16-17   | Invitada                                    |
| 2017 | 72 Floors of Mystery | 七十二层奇楼    |                      | Miembro fija                                |

### Videos de Música
| Año  | Título                      | Cantante                |
| ---- | --------------------------- | ----------------------- |
| 2016 | Para Amarte A Ti (終生角色) | Kenny Kwan              |
| 2017 | Miss You (想你)             | Kris Wu ft. Zhao Liying |

### Portavoz
| Año    | Título                      | Notas    |
| ------ | --------------------------- | -------- |
| 2021 - | Tencent Video               | Portavoz |
| 2020-  | L’Occitane Body & Hair Care |          |
| 2019-  | Pizza Hut China             |          |

### Eventos
| Año  | Título                              | Notas       |
| ---- | ----------------------------------- | ----------- |
| 2021 | 2020 Weibo Night                    | invitado    |
| 2020 | 2019 Weibo Awards Ceremony          |             |
| 2020 | 2019 China Literature Super IP Gala | en Shanghái |
| 2019 | 2019 Tencent Video Star Awards      |             |

## Discografía
| Año  | Título               | Título Chino | Álbum                     | Notas                            |
| ---- | -------------------- | ------------ | ------------------------- | -------------------------------- |
| 2013 | Mood                 | 心情         | Legend of Lu Zhen OST     | cantado con Chen Xiao            |
| 2015 | Can't Be Said        | 不可说       | The Journey of Flower OST | cantado con Wallace Huo          |
| 2015 | You're an Idol       | 你是偶像     | Tema para Up Idol         | cantado con el elenco de Up Idol |
| 2015 | Ten Years            | 十年         | Days of Our Own OST       |                                  |
| 2015 | Destruction in Chaos | 乱世俱灭     | Legend of Zu Mountain OST | cantado con Xu Zhian             |
| 2015 | I Have Never Existed | 我从来不存在 | Legend of Zu Mountain OST | cantado con Julia Yue            |
| 2016 | Yearning             | 心念         | Rookie Agent Rouge OST    |                                  |
| 2017 | Hope                 | 望           | Princess Agents OST       | cantado con Zhang Bichen         |
| 2017 | Miss You             | 想你         |                           | cantado con Kris Wu (cantante)   |

## Premios y nominaciones
| Año  | Programa                  | Premio                                               | Categoría                         | Resultado | Referencia |
| ---- | ------------------------- | ---------------------------------------------------- | --------------------------------- | --------- | ---------- |
| 2006 |                           | Juego de Búsqueda de Estrellas de Yahoo              |                                   | Ganador   |            |
| 2009 |                           | Videos Cortos creativos de China                     | Actriz Más Popular                | Ganador   | [ 60 ]     |
| 2013 | Legend of Lu Zhen         | Premios de Tudou                                     | Actriz Más Popular                | Ganador   | [ 61 ]     |
| 2013 | Legend of Lu Zhen         | 4º Premios LeTV                                      | Actriz Más Popular                | Ganador   | [ 62 ]     |
| 2013 | Legend of Lu Zhen         | 4º Premios de Dramas                                 | Nueva Actriz Más Popular          | Ganador   |            |
| 2014 |                           | 10º China Golden Eagle TV Art Festival               | Diosa Dorada                      | Ganador   | [ 63 ]     |
| 2014 | Boss & Me                 | iQiyi Carnaval de Estrellas                          | Actriz Más Popular                | Ganador   |            |
| 2014 | Wife's Secret y Boss & Me | 5º TV Drama Awards                                   | Mejor Actriz                      | Ganador   | [ 64 ]     |
| 2015 |                           | Premios Weibo                                        | Diosa de Weibo                    | Ganador   |            |
| 2015 | The Journey of Flower     | iQiyi Carnaval de Estrellas                          | Actriz Más Popular                | Ganador   | [ 65 ]     |
| 2015 | The Journey of Flower     | Selecciones de Actores                               | Mejor Actriz                      | Ganador   | [ 66 ]     |
| 2015 | The Journey of Flower     | 6º Premios Internacionales de Macau                  | Mejor Actriz                      | Ganador   |            |
| 2015 | The Journey of Flower     | 6º TV Drama Awards                                   | Contribución Especial             | Ganador   | [ 67 ]     |
| 2015 | The Journey of Flower     | 6º TV Drama Awards                                   | Actriz Más Popular                | Ganador   | [ 67 ]     |
| 2016 | The Journey of Flower     | Premios Weibo                                        | Actriz Más Popular                | Ganador   | [ 68 ]     |
| 2016 |                           | Premios Weibo                                        | Reina de Weibo                    | Ganador   | [ 69 ]     |
| 2016 | The Journey of Flower     | Premios Tencent App                                  | Actriz Más Popular                | Ganador   | [ 70 ]     |
| 2016 |                           | 2nd Chengdu Shang Bao Readers' Reputation Ranking    | Actriz del Año                    | Ganador   | [ 71 ]     |
| 2016 |                           | Las mejores 10 estrellas de Weibo                    | Actriz Más popular de China       | Ganador   |            |
| 2016 | Best Get Going            | 19º Premios Huading                                  | Mejor Actriz Contemporánea        | Nominado  |            |
| 2016 | The Journey of Flower     | 19º Premios Huading                                  | Mejor Actriz Histórica            | Nominado  |            |
| 2016 | The Journey of Flower     | 22º Festival de Televisión de Shanghái               | Premio Magnolia de Mejor Actriz   | Nominado  |            |
| 2016 | The Journey of Flower     | 11º China Golden Eagle TV Art Festival               | Actriz Favorita de la Audiencia   | Ganador   | [ 72 ]     |
| 2016 | The Journey of Flower     | 11º China Golden Eagle TV Art Festival               | Actriz Más Popular                | Nominado  | [ 72 ]     |
| 2016 |                           | Preferencias Comercial de Baidu                      | Actriz con más valor Comercial    | Ganador   | [ 73 ]     |
| 2016 | The Mystic Nine           | 3º Premios Hengdian Wenrong                          | Mejor Actriz                      | Ganador   | [ 74 ]     |
| 2016 | The Journey of Flower     | 3º Premios Asia Rainbow                              | Mejor Actriz Histórica            | Nominado  |            |
| 2016 | The Mystic Nine           | iQiyi Carnaval de Estrellas                          | Artista del Año                   | Ganador   |            |
| 2016 | Noble Aspirations         | Premios Tencent App                                  | Actriz Más Popular                | Ganador   | [ 75 ]     |
| 2017 | Rookie Agent Rouge        | 2nd Premios de Calidad de TV                         | Actriz con más talento            | Ganador   |            |
| 2017 | The Mystic Nine           | 22º Premios Huading                                  | Mejor Actriz                      | Nominado  | [ 76 ]     |
| 2017 | Duckweed                  | 24th Beijing College Student Film Festival           | Actriz Favorita                   | Ganador   | [ 77 ]     |
| 2017 | Princess Agents           | 8th Macau International Television Festival          | Mejor Actriz                      | Nominada  | [ 78 ]     |
| 2017 |                           | 6th iQiyi Carnaval de Estrellas                      | Diosa del Año                     | Ganador   | [ 79 ]     |
| 2017 | Princess Agents           | Premios Tencent App                                  | Actriz del Año                    | Ganador   | [ 80 ]     |
| 2019 | The Story of Minglan      | Premios Magnolia (25th Shanghai Television Festival) | Mejor Actriz                      | pendiente |            |
| 2019 |                           | Tencent Video All Star Award                         | 2019 Tencent VIP Star             | Ganadora  |            |
| 2020 |                           | 30th Golden Eagle Award                              | Actriz Favorita                   | Ganadora  | [ 81 ]     |
| 2020 |                           | Tencent Video VIP Stars                              | Tencent Video All Star Night 2020 | Ganó      |            |